# Antonio Pepito Palang
Antonio Pepito Palang SVD (* 13. Juni 1946 in Concepción, Cebu; † 21. April 2021 in Cebu) war ein philippinischer römisch-katholischer Ordensgeistlicher und Apostolischer Vikar von San Jose in Mindoro.

## Leben
Antonio Pepito Palang wurde in Concepción, Cebu, geboren und besuchte das Knabenseminar St. Augustine in Calapan City in der Provinz Oriental Mindoro. Er trat der Ordensgemeinschaft der Steyler Missionare bei und empfing nach seiner theologischen Ausbildung am 8. Juli 1972 die Priesterweihe.
Papst Johannes Paul II. ernannte ihn am 25. März 2002 zum Apostolischen Vikar von San Jose in Mindoro und zum Titularbischof von Thuburbo Minus. Der Apostolische Nuntius auf den Philippinen, Erzbischof Antonio Franco, spendete ihm am 31. Mai desselben Jahres die Bischofsweihe; Mitkonsekratoren waren Warlito Cajandig y Itcuas SVD, Apostolischer Vikar von Calapan, und Vicente C. Manuel, emeritierter Apostolischer Vikar von San Jose in Mindoro.
Papst Franziskus ernannte am 21. November 2015 David William Valencia Antonio zum Apostolischen Administrator sede plena, womit die Amtsausübung Antonio Pepito Palangs als Apostolischer Vikar ruhte. Am 17. März 2017 nahm Papst Franziskus seinen vorzeitigen Rücktritt vom Amt des Apostolischen Vikars an. Palang starb im April 2021 an den Folgen eines Herzinfarktes in Cebu City.